# Libnotes uniflava
Libnotes uniflava är en tvåvingeart som först beskrevs av Riedel 1914.  Libnotes uniflava ingår i släktet Libnotes och familjen småharkrankar. Inga underarter finns listade i Catalogue of Life.